# Wilhelm Lubelski

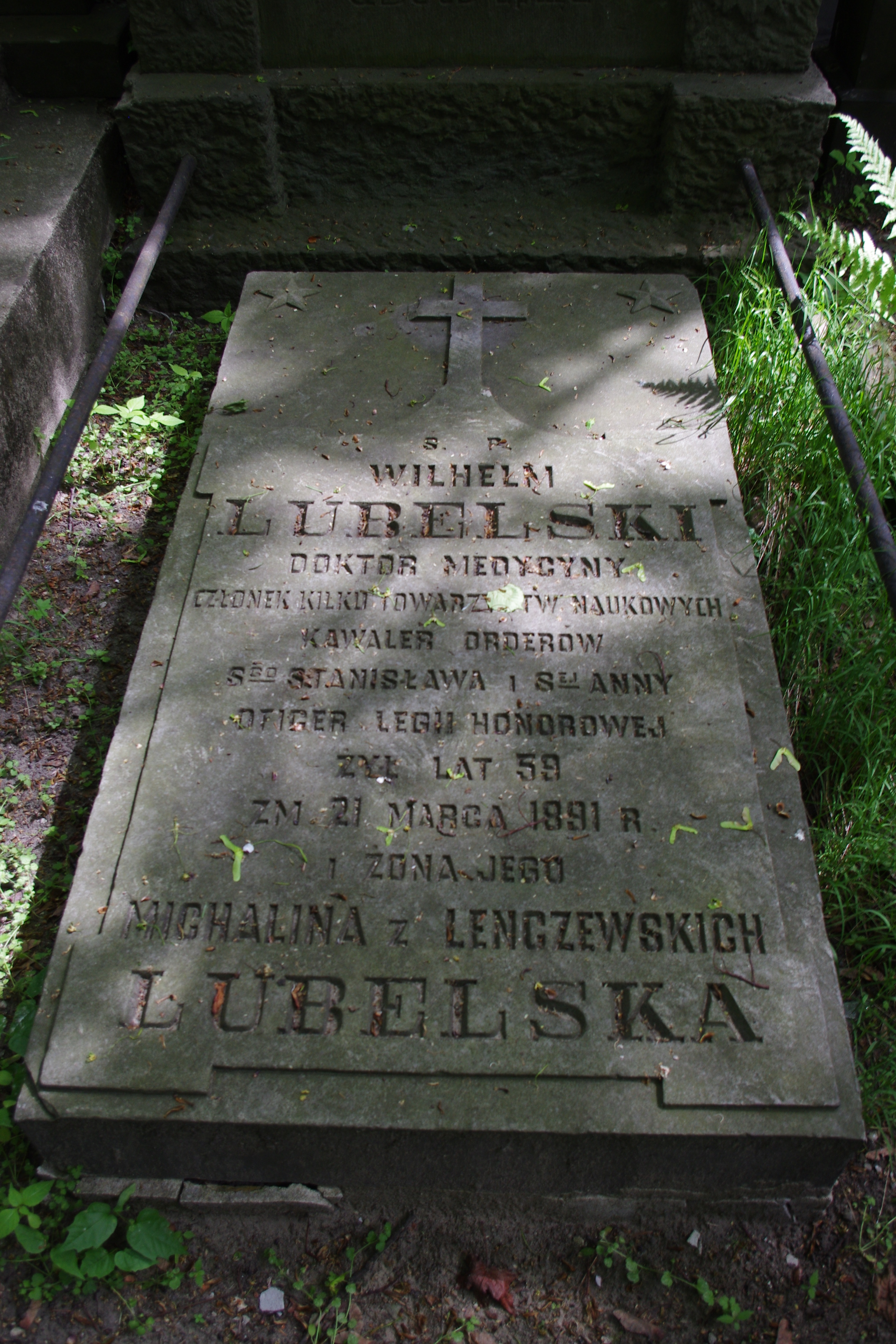
Grób lekarza Wilhelma Lubelskiego na Starych Powązkach w Warszawie

Wilhelm Szymon Lubelski (ur. 12 sierpnia 1832 w Płocku, zm. 21 marca 1891 w Warszawie) – polski lekarz psychiatra i działacz społeczny.
Syn Filipa Lubelskiego i Wilhelminy z domu Frankenstein. Ukończył gimnazjum w Piotrkowie Trybunalskim w 1851, następnie studiował medycynę na Uniwersytecie w Dorpacie od 1851 do 1857. W wieku 28 lat przyjął wyznanie augsbursko-ewangelickie. 
Prowadził praktykę lekarską ze swoim ojcem Filipem. W 1868 ożenił się z Michaliną Lenczewską, córką Daniela Lenczewskiego z Leńc. Po raz drugi ożenił się z Walentyną (zm. 1913)
Brał udział w ruchu rewolucyjnym we Francji w 1870 roku. 
Wilhelm miał córkę. Jego synami byli Alfred Lubelski i Mieczysław Lubelski.
Zmarł, na zapalenie płuc, pochowany jest na cmentarzu Powązkowskim (kwatera 163-4-22).

## Wybrane prace
- O bólu twarzowym (neuralgia faciei v. prosopalgia Fothergilli). Pam. Tow. Lek. Warszaw. 45 ss. 281-325 (1861)
- La rage et l'hydrophobie dans le royaume de Pologne. Rev. d'hyg. 3, ss. 850-863 (1881)
- Tableau graphique indiquant la composition physiologique de l'alimentation normale et de l'alimentation des malades, proposé pour les hôpitaux civils de Varsovie, ainsi qu'un exposé de la valeur nutritive de certaines denrées alimentaires. Paris, 1883
- Sprawozdanie ze zjazdu hygienistów w Hadze. Warszawa, 1884
- De l'Alcoolisme en Pologne, communication faite à la Société médico-psychologique (1884)
- Mieszkania robotników, ich zajazdy (hotele) i noclegi. Pam. Towarz. Lek. Warszaw. 80, ss. 203-212 (1884)
- Małżeństwo pod względem fyzjologii i hygieny, z dołączeniem uwag dyetetycznych nad wychowaniem niemowląt podług najlepszych źródeł. Warszawa, 1899[9]